# Рокенрола
„Рокенрола“ (на английски: RocknRolla) е британска криминална комедия от 2008 г. Режисьор и сценарист е Гай Ричи. Премиерата е на 4 септември 2008 г. на кинофестивала в Торонто, а по кината във Великобритания филмът излиза на следващия ден.

## Актьорски състав
| Актьор         | Роля         |
| -------------- | ------------ |
| Джерард Бътлър | Раз-Два      |
| Том Уилкинсън  | Лени Коул    |
| Танди Нютън    | Стела        |
| Марк Стронг    | Арчи         |
| Идрис Елба     | Мъмбълс      |
| Том Харди      | Боб Хубавеца |
| Карел Роден    | Юри Омович   |
| Тоби Кебел     | Джони Куид   |
| Джеръми Пивън  | Роман        |
| Лудакрис       | Мики         |
| Джема Артъртън | Джун         |

## Награди и номинации
| Категория                 | Номиниран(и)              | Резултат                  |
| Емпайър (29 март 2009 г.) | Емпайър (29 март 2009 г.) | Емпайър (29 март 2009 г.) |
| ------------------------- | ------------------------- | ------------------------- |
| Най-добър британски филм  | Най-добър британски филм  | награда                   |
| Най-добър саундтрак       | Най-добър саундтрак       | номинация                 |